# لیتل ریچموند (کارولینای شمالی)
لیتل ریچموند (به انگلیسی: Little Richmond) یک منطقهٔ مسکونی در ایالات متحده آمریکا است که در شهرستان سری، کارولینای شمالی واقع شده‌است. لیتل ریچموند ۳۳۸٫۳۳ متر بالاتر از سطح دریا واقع شده‌است.